# James Read Chadwick
James Read Chadwick, né le 2 novembre 1844 à Boston et mort le 23 septembre 1905 à Chocorua New Hampshire, est un gynécologue américain et bibliothécaire médical bien connu pour avoir décrit le signe de Chadwick de la grossesse en 1887.